# Crossota alba
Crossota alba är en nässeldjursart som beskrevs av Bigelow 1913. Crossota alba ingår i släktet Crossota och familjen Rhopalonematidae. Inga underarter finns listade i Catalogue of Life.